# 异丹叶大黄素
异丹叶大黄素（英語：Isorhapontigenin，简称ISO）是一种芪类有机化合物，分子式C15H14O4，与丹叶大黄素的区别在于甲氧基与羟基的位置相反，存在于传统中药闭苞买麻藤（学名：Gnetum cleistostachyum）中。